# 340891 Londoncommorch
340891 Londoncommorch è un asteroide della fascia principale. Scoperto nel 2007, presenta un'orbita caratterizzata da un semiasse maggiore pari a 2,2702150 UA e da un'eccentricità di 0,1241107, inclinata di 3,31318° rispetto all'eclittica.